# Підрахунок запасів природного газу
Підрахунок запасів природного газу виконується при розвідці і розробці газових родовищ. 
Запаси газу визначають об’ємним методом і за падінням тиску.

## Загальний опис
Поширений об’ємний метод, оскільки ним можна користуватися на будь-якій стадії розвідки і розробки родовища. Цей метод заснований на визначенні тиску, газонасиченості, пористості та геометричних розмірів газоносної частини пласта, для чого бурять значну кількість розвідувальних свердловин з великим відсотком відбору керну з продуктивних пластів.
У неоднорідних, особливо в карбонатних і тріщинуватих колекторах достовірні параметри, такі як ефективна пористість m і ефективна товщина h пласта чи їх добуток (коефіцієнт ємності колектора), визначити важко.
Запаси газу за падінням тиску підраховують при дослідно-промисловій експлуатації та розробці родовища. Такий метод підрахунку запасів газу більш надійний. Основним завданням в цьому випадку є правильність встановлення середньозваженого тиску за об’ємом порового простору і точний облік кількості видобутого газу.
Для точного визначення середньозваженого тиску необхідно знати, як і в об’ємному методі, розподіл коефіцієнта ємності колектора mh за площею пласта.

## Окремі випадки
- Підрахунок потенційних (пластових) запасів газу об’ємним методом. Запаси, тобто об’єм газу, що знаходиться в пласті, визначають, виходячи з геометрії порового простору і характеристики газу.

- Підрахунок запасів газу за падінням тиску в однопластових родовищах при газовому режимі. Даний метод заснований на використанні рівняння матеріального балансу, в якому для випадку багатопластових покладів введено кількість газу, який перетік Qг, зведеного до стандартних умов (при перетіканні з інших пластів береться зі знаком мінус, при витоку ‒ зі знаком плюс), крім того, приймається, що для всього пласта значення параметрів Т і z середні (z ‒ коефіцієнт надстисливості), а склад газу в процесі розробки постійний (R = const).

- Підрахунок запасів газу за падінням тиску в багатопластових родовищах при газовому режимі. Запаси газу багатопластових родовищ при роздільній експлуатації горизонтів і відсутності перетоків газу можна визначати окремо для кожного горизонту за методом падіння тиску, який застосовується для однопластових родовищ.

За методом падіння тиску, вже при відборі 5 ‒ 6 % від початкових запасів можна достатньо точно визначити запаси газу. Застосування цього методу дозволяє прискорити промислову розвідку газо-вих родовищ. У зв’язку з цим, практично на всіх родовищах створюється можливість введення їх в дослідно-промислову експлуатацію і визначення запасів за методом падіння тиску.
Протягом дослідно-промислової експлуатації родовища видобувається від 5 до 10 % від початкових запасів газу. У цей період уточнюються запаси газу методом падіння пластового тиску, в повному обсязі проводяться геофізичні, гідродинамічні і акустичні дослідження свердловин для уточнення геологічної будови пласта, визначення параметрів і ступеня неоднорідності пласта й інших вихідних даних з метою складання проекту розробки родовища з оптимальним значенням газо- і компонентовіддачі.